# 오하이오 웨슬리언 대학교

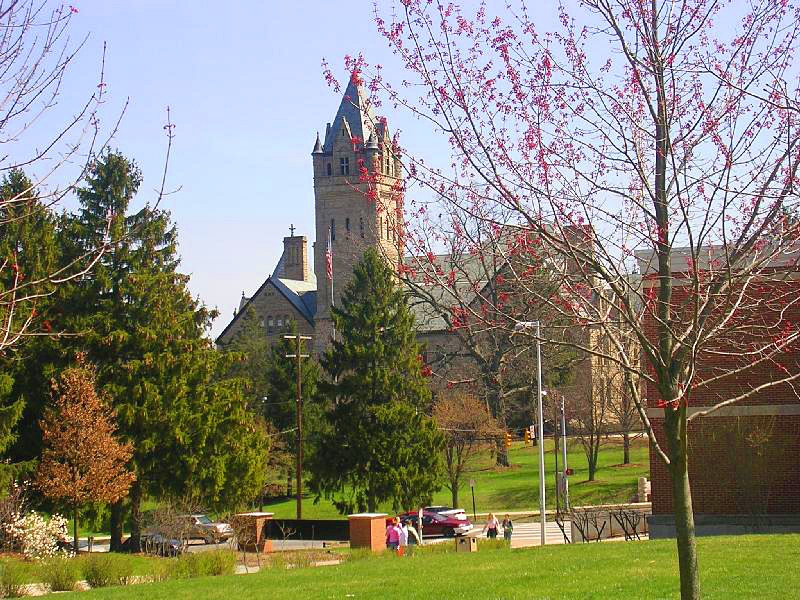
채플 빌딩

오하이오 웨슬리언 대학교(Ohio Wesleyan University)는 미국 오하이오주에 위치한 자유 인문 대학이다.